# 西九州自動車道
西九州自動車道（にしきゅうしゅうじどうしゃどう、英語: NISHI-KYUSHU EXPWY）は、福岡県福岡市から佐賀県唐津市・長崎県佐世保市などを経由し、佐賀県武雄市で長崎自動車道に接続する延長約150キロメートル (km) の高規格幹線道路（国土交通大臣指定に基づく高規格幹線道路（一般国道の自動車専用道路）（B路線））である。一部を除き国道497号に指定されている。略称は西九州道（にしきゅうしゅうどう）。
高速道路ナンバリングによる路線番号は、「E35」が割り振られている。

## 国道497号

### 路線データ

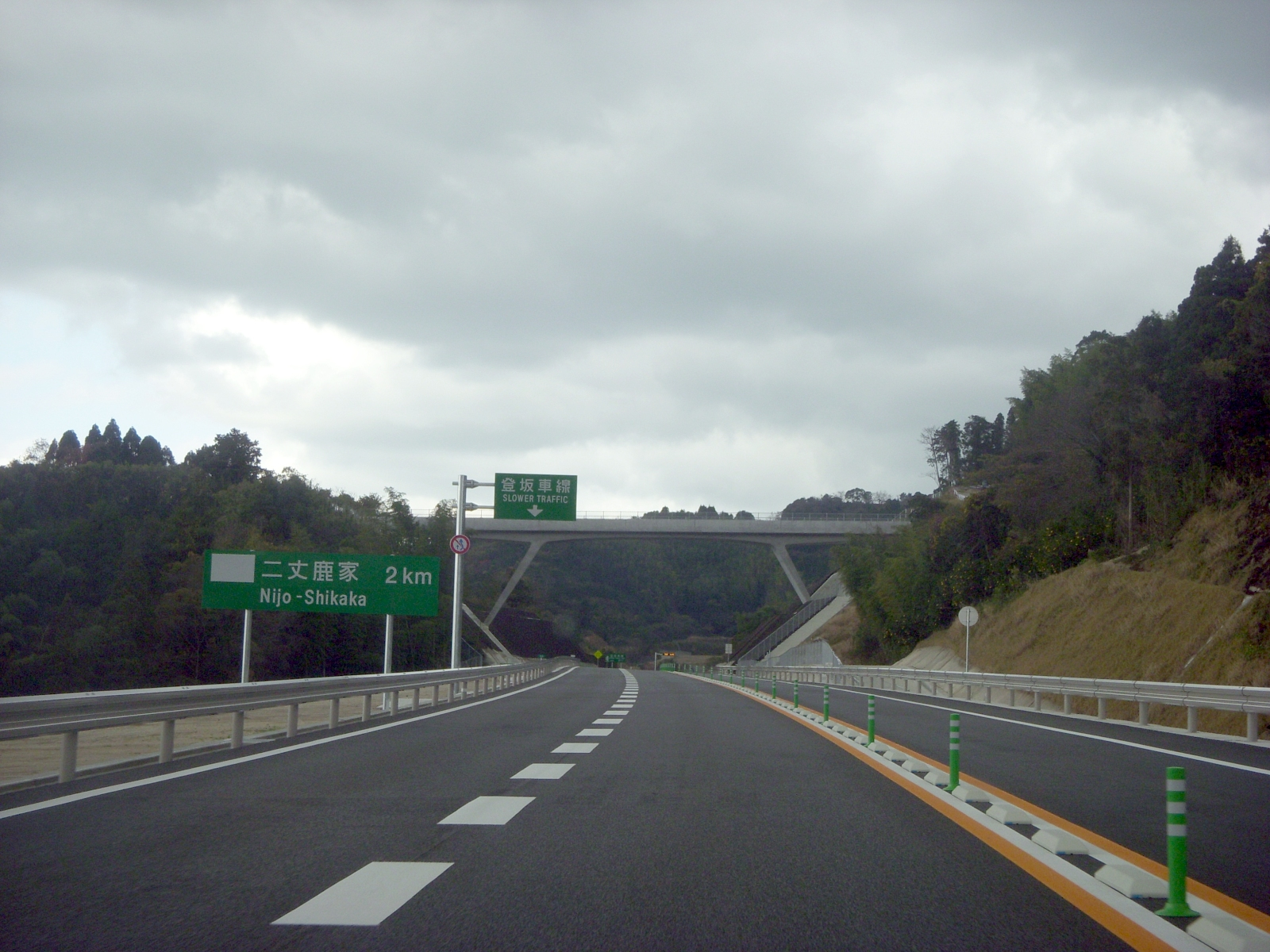
二丈鹿家IC 出口2 km手前（唐津道路、佐賀県唐津市浜玉町）

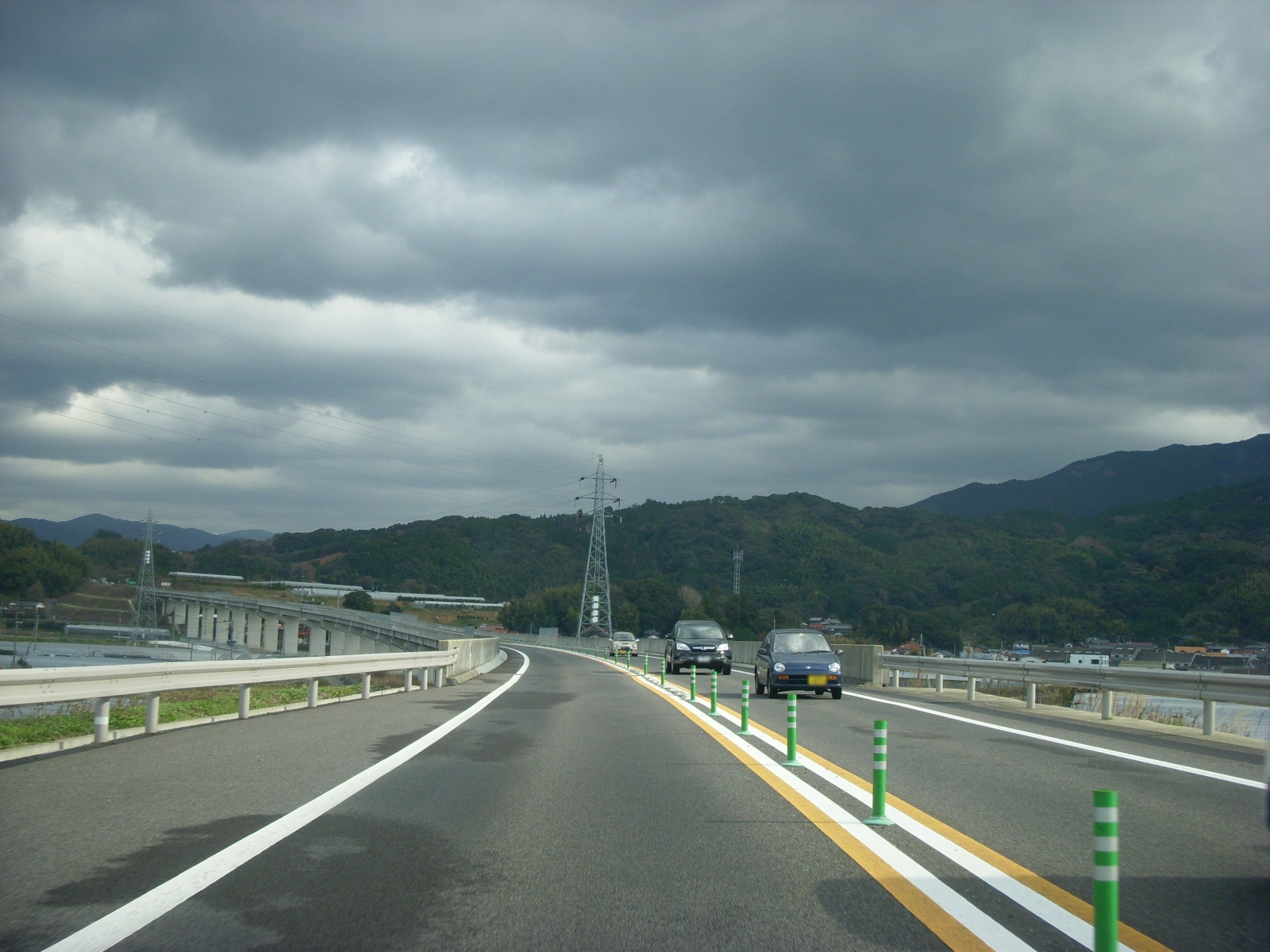
唐津道路本線風景（佐賀県唐津市）

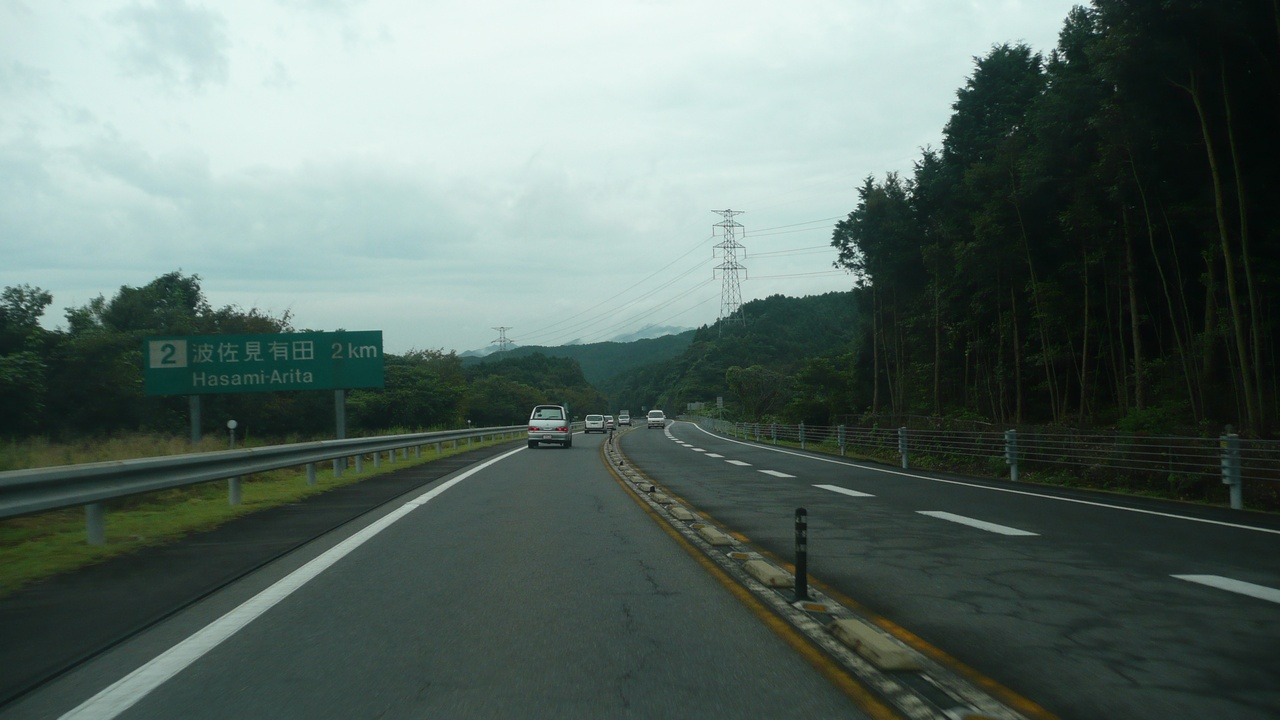
波佐見有田ICから西に2 km地点（武雄佐世保道路、長崎県東彼杵郡波佐見町）

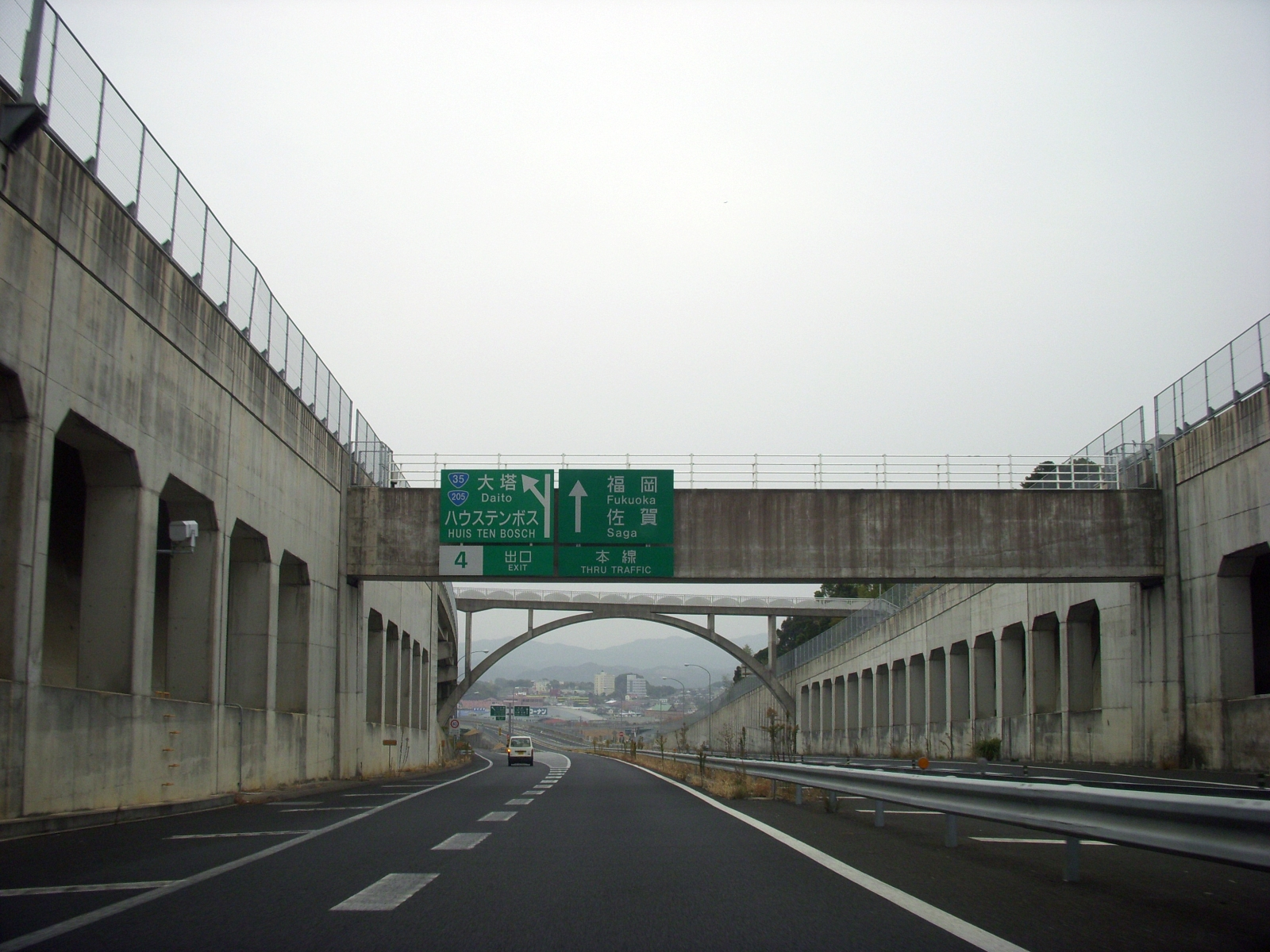
佐世保大塔IC 出口付近（佐世保道路、長崎県佐世保市）

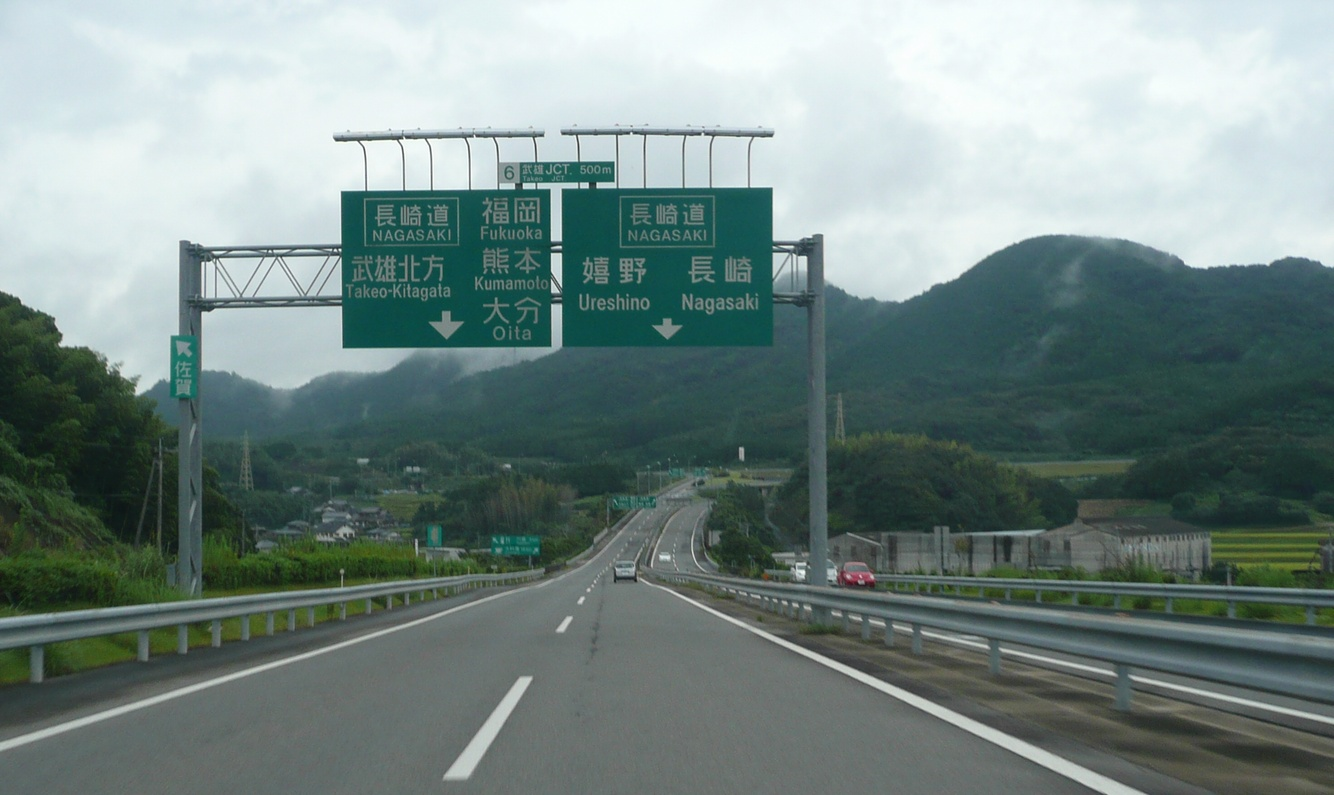
武雄JCTから西に500 m地点（武雄佐世保道路、佐賀県武雄市）

一般国道の路線を指定する政令に基づく起終点および重要な経過地は次のとおり。
- 起点：福岡市（西区、福重JCT = 福岡高速環状線）
- 終点：武雄市（武雄JCT = 長崎自動車道）
- 重要な経過地：佐賀県東松浦郡浜玉町[注釈 3]、唐津市、伊万里市、松浦市、長崎県北松浦郡江迎町[注釈 4]、同郡佐々町、佐世保市
- 総延長 : 111.1 km（福岡県 6.7 km、福岡市 8.1 km、佐賀県 42.8 km、長崎県 53.6 km）未供用延長を含む[4][注釈 5]
- 重用延長 : なし
- 未供用延長 : 17.9 km（福岡県 - km、福岡市 - km、佐賀県 6.5 km、長崎県 11.3 km）[4][注釈 5]
- 実延長 : 93.3 km（福岡県 6.7 km、福岡市 8.1 km、佐賀県 36.2 km、長崎県 42.3 km）[4][注釈 5]
  - 現道 : 86.2 km（福岡県 6.7 km、福岡市 8.1 km、佐賀県 36.2 km、長崎県 35.2 km）[4][注釈 5]
  - 旧道 : なし[4][注釈 5]
  - 新道 : 7.1 km（福岡県 - km、福岡市 - km、佐賀県 - km、長崎県 7.1 km）[4][注釈 5]
- 指定区間：福岡市西区拾六町1丁目250番6（福重JCT） - 糸島市東字スス町339番（東交差点）〈今宿道路〉、同市二丈鹿家字白石2515番17（二丈鹿家IC） - 武雄市東川登町大字袴野字宮市10147番1（武雄南IC）〈佐々佐世保道路・佐世保道路・武雄佐世保道路〉[5]

## インターチェンジなど
- IC番号欄の背景色が■である部分については道路が供用済みの区間を示している。また、施設名欄の背景色が■である部分は施設が供用されていない、または完成していないことを示す。未開通区間の名称は仮称（平戸ICと江迎鹿町ICを除く）。
- 路線名の特記がないものは市町道。
- バスストップ (BS) のうち、○は運用中、◆は休止中の施設。無印はBSなし。
- 各英略記は、JCTはジャンクション、ICはインターチェンジ、TBは本線料金所、PAはパーキングエリアをそれぞれ示す。

| IC番号 | 施設名                                  | 接続路線名                                                      | 起点から (km)                         | BS                                    | 備考                        | 所在地        | 所在地            |
| ------ | --------------------------------------- | --------------------------------------------------------------- | ------------------------------------- | ------------------------------------- | --------------------------- | ------------- | ----------------- |
|        | 福重JCT                                 | 福岡高速環状線                                                  | 0.0                                   |                                       |                             | 福岡県        | 福岡市 西区       |
|        | 拾六町IC/PA                             | 国道202号（今宿道路）一般部                                     | 0.8                                   |                                       | 佐世保方面入口              | 福岡県        | 福岡市 西区       |
| 2.0    | 拾六町IC/PA                             | 国道202号（今宿道路）一般部                                     | 佐世保方面出口                        |                                       |                             | 福岡県        | 福岡市 西区       |
| -      | 福岡西TB                                | -                                                               | 2.1                                   |                                       |                             | 福岡県        | 福岡市 西区       |
|        | 今宿IC                                  | 国道202号（今宿道路）一般部                                     | 3.5                                   |                                       | 福岡方面出入口のみ          | 福岡県        | 福岡市 西区       |
|        | 周船寺IC                                | 国道202号（今宿道路）一般部                                     | 6.6                                   |                                       | 佐世保方面出入口のみ        | 福岡県        | 福岡市 西区       |
| -      | 前原TB                                  | -                                                               | 12.1                                  |                                       |                             | 福岡県        | 糸島市            |
|        | 前原IC                                  |                                                                 | 12.6                                  |                                       | 福岡方面出入口のみ          | 福岡県        | 糸島市            |
|        | 前原東IC （東交差点／暫定出入口）       | 県道573号本加布里停車場線 国道202号（今宿道路）一般部           | 14.2                                  |                                       |                             | 福岡県        | 糸島市            |
|        | 暫定出入口（東交差点） - 二丈IC（仮称） |                                                                 |                                       |                                       | 事業中（今宿道路 自専部）   | 福岡県        | 糸島市            |
| -      | 二丈IC（仮称）                          | 県道49号大野城二丈線                                            | 17.4                                  |                                       | 事業中                      | 福岡県        | 糸島市            |
|        | 二丈IC（仮称） - 二丈鹿家IC             | 当面活用区間（国道202号二丈浜玉道路）                           | 当面活用区間（国道202号二丈浜玉道路） | 当面活用区間（国道202号二丈浜玉道路） | 計画段階評価手続き中        | 福岡県        | 糸島市            |
|        | 二丈鹿家IC                              | 二丈浜玉道路 福岡方面                                           | 0.0                                   |                                       |                             | 福岡県        | 糸島市            |
|        | 浜玉IC                                  | 国道323号                                                       | 3.8                                   |                                       |                             | 佐賀県        | 唐津市            |
|        | 唐津IC                                  | 県道40号浜玉相知線 県道258号半田鬼塚線 佐賀唐津道路（調査区間） | 10.4                                  |                                       |                             | 佐賀県        | 唐津市            |
|        | 唐津千々賀山田IC                        | 県道320号千々賀神田線                                           | 14.9                                  |                                       |                             | 佐賀県        | 唐津市            |
|        | 北波多IC                                | 県道50号唐津北波多線                                            | 18.4                                  |                                       |                             | 佐賀県        | 唐津市            |
|        | 南波多谷口IC                            | 県道297号塩屋大曲線                                             | 23.2                                  |                                       |                             | 佐賀県        | 伊万里市          |
|        | 伊万里東府招IC                          | 国道202号                                                       | 28.5                                  |                                       |                             | 佐賀県        | 伊万里市          |
| -      | 伊万里中IC                              |                                                                 |                                       |                                       | 事業中                      | 佐賀県        | 伊万里市          |
| -      | 伊万里西IC                              | 国道204号                                                       |                                       |                                       | 事業中                      | 佐賀県        | 伊万里市          |
| -      | 楠久IC                                  | 県道5号伊万里松浦線                                             |                                       |                                       | 事業中                      | 佐賀県        | 伊万里市          |
|        | 山代久原IC                              | 国道204号                                                       | 0.0                                   |                                       |                             | 佐賀県        | 伊万里市          |
|        | 今福IC                                  | 国道204号                                                       | 5.5                                   |                                       |                             | 長崎県        | 松浦市            |
|        | 調川IC                                  |                                                                 | 8.1                                   |                                       | 福岡方面出入口のみ          | 長崎県        | 松浦市            |
|        | 松浦IC                                  | 国道204号（松浦バイパス）                                       | 10.3                                  |                                       |                             | 長崎県        | 松浦市            |
| -      | 平戸IC                                  |                                                                 |                                       |                                       | 2025年度開通予定            | 長崎県        | 佐世保市          |
| -      | 江迎鹿町IC                              |                                                                 |                                       |                                       | 事業中                      | 長崎県        | 佐世保市          |
| 8      | 佐々IC                                  | 佐々町道中央海岸線（都市計画道路）                              | 38.9                                  |                                       |                             | 長崎県        | 北松浦郡 佐々町   |
| 7      | 相浦中里IC                              | 県道11号佐世保日野松浦線                                        | 34.9                                  |                                       | 道の駅させぼっくす 99と隣接 | 長崎県        | 佐世保市          |
| 6      | 佐世保中央IC                            | 県道11号佐世保日野松浦線 県道26号佐世保港線                     | 29.9                                  |                                       |                             | 長崎県        | 佐世保市          |
| 5      | 佐世保みなとIC                          | 県道11号佐世保日野松浦線                                        | 27.0                                  |                                       | 武雄方面出入口のみ          | 長崎県        | 佐世保市          |
| 4      | 佐世保大塔IC/TB                         | 国道205号（針尾バイパス）                                       | 22.1                                  |                                       |                             | 長崎県        | 佐世保市          |
| 3      | 佐世保三川内IC/TB                       | 国道35号                                                        | 14.8                                  |                                       |                             | 長崎県        | 佐世保市          |
| 2      | 波佐見有田IC                            | 県道4号川棚有田線                                               | 10.1                                  | ○                                     |                             | 長崎県        | 東彼杵郡 波佐見町 |
| 1      | 武雄南IC/TB                             | 国道34号                                                        | 0.0                                   |                                       | 佐世保方面出入口のみ        | 佐賀県 武雄市 | 佐賀県 武雄市     |
| 6      | 武雄JCT                                 | E34 長崎自動車道                                                | 0.7                                   |                                       |                             | 佐賀県 武雄市 | 佐賀県 武雄市     |

- 唐津市は浜玉IC - 唐津IC間にSAを設置するよう国に要望している[14]。

## 歴史
- 1983年（昭和58年）4月1日 : 当面活用区間である二丈浜玉道路が開通。
- 1988年（昭和63年）
  - 3月24日 : 佐世保大塔IC - 波佐見有田IC間開通。
  - 年度 : 唐津道路事業化。
- 1989年（平成元年）11月30日 : 波佐見有田IC - 武雄南IC間開通。
- 1990年（平成2年）1月26日 : 武雄南IC - 武雄JCT間開通により、長崎自動車道と接続。
- 1992年（平成4年）
  - 2月 : 唐津道路都市計画決定。
  - 年度 : 唐津道路用地買収に着手。
- 1993年（平成5年）3月26日 : 周船寺IC - 東交差点間開通。
- 1995年（平成7年）度 : 唐津道路着工。伊万里道路事業化。
- 1997年（平成9年）度 : 伊万里松浦道路事業化。
- 1998年（平成10年）
  - 4月17日 : 佐世保みなとIC - 佐世保大塔IC間開通。
  - 9月26日 : 拾六町IC - 周船寺IC間開通。
- 2001年（平成13年）10月13日 : 福重JCT - 拾六町IC開通により、福岡高速1号線と接続。
- 2003年（平成15年）11月 : 福重JCT - 前原IC間4車線化。
- 2005年（平成17年）
  - 6月14日 : 伊万里松浦道路 長崎県区間 (7.1 km) 都市計画決定。
  - 9月16日 : 伊万里松浦道路 佐賀県区間 (10.1 km) 都市計画決定。
  - 12月18日 : 浜玉IC - 唐津IC間開通。
- 2006年（平成18年）12月25日 : 伊万里道路都市計画決定。
- 2009年（平成21年）12月12日 : 二丈鹿家IC - 浜玉IC間開通。
- 2010年（平成22年）
  - 3月12日 : 22時をもって佐世保みなとIC出入口の料金所を廃止し、佐世保大塔IC併設の料金所へ移転。
  - 3月20日 : 相浦中里IC - 佐世保みなとIC間開通。
  - 6月28日 : 佐世保道路と武雄佐世保道路で無料化社会実験開始。
- 2011年（平成23年）
  - 2月26日 : 福岡都市高速5号線接続。
  - 6月19日 : 本日をもって佐世保道路・武雄佐世保道路の無料化社会実験一時凍結。
  - 9月13日 : 佐々IC - 相浦中里IC間開通。
- 2012年（平成24年）3月24日 : 唐津IC - 唐津千々賀山田IC間開通。
- 2013年（平成25年）
  - 3月23日 : 唐津千々賀山田IC - 北波多IC間開通[15][16]。
  - 4月1日 : 当面活用区間となっている「二丈浜玉道路」が無料開放。
  - 7月30日 : 松浦 - 佐々間都市計画決定。
- 2015年（平成27年）
  - 2月1日 : 北波多IC - 南波多谷口IC間開通。
  - 3月14日 : 山代久原IC - 今福IC間開通[17]。
- 2017年（平成29年）
  - 3月24日 : 2017年度に供用開始予定の（仮称）伊万里東ICの名称が「伊万里東府招IC」に正式決定[18]。
  - 6月16日 : 2017年度に供用開始予定で仮称だった調川ICおよび2018年度に供用開始予定で仮称だった松浦ICの名称がそれぞれ正式名称として決定[19]。
  - 11月5日 : 今福IC - 調川IC間開通[20]。
- 2018年（平成30年）
  - 3月31日 : 南波多谷口IC - 伊万里東府招IC間開通[21]。
  - 12月15日 : 調川IC - 松浦IC間開通[22]。
- 2019年（令和元年）9月4日 : 国土交通省が西九州道の暫定2車線区間のうち、佐世保大塔IC - 武雄南IC間を10 - 15年後を目処に4車線化する優先整備区間に選定する方針を発表[23][24][25]。
- 2021年（令和3年）7月19日 : 松浦佐々道路のIC名称が「平戸IC」と「江迎鹿町IC」にそれぞれ正式決定[26]。
- 2024年（令和6年）
  - 3月1日：国土交通省が4車線化優先整備区間のうち、2024年度に新たに4車線化事業に着手する候補箇所として武雄南IC - 波佐見有田IC間（延長4.6 km）を選定[27]。
  - 3月27日：武雄南IC - 波佐見有田IC間（延長4.6 km）において、国土交通省より4車線化の事業許可を受ける[28]。
- 2025年（令和7年）3月23日：佐々IC - 佐世保中央IC 4車線化・有料化[29]。

### 開通予定年度
- 2027年（令和9年）度まで順次 : 佐世保中央IC - 佐世保大塔IC 4車線化[30][31]
- 2025年（令和7年）度 : 松浦IC - 平戸IC[12]
- 未定 : 暫定出入口・前原東IC（前原市・東交差点） - 二丈IC
- 未定 : 二丈IC - 二丈鹿家IC
- 未定 : 伊万里東府招IC - 山代久原IC
- 未定 : 平戸IC - 佐々IC

## 各事業区間

### 福岡高速5号線
福岡高速5号線のうち、月隈JCT - 福重JCT間は国土交通大臣指定に基づく高規格幹線道路（一般国道の自動車専用道路）としての西九州自動車道に含まれる。都市高速道路の最高速度は基本的に全線60 km/hだが、同区間の最高速度は80 km/hとなっている。また、当区間は福岡市道である。

### 今宿道路
- 起点: 福岡県福岡市西区拾六町（福重JCT）
- 終点: 福岡県糸島市二丈上福井
- 延長: 23.3 kｍ

今宿道路は福岡市西区と同糸島市とを結ぶ国道202号および国道497号の道路事業名である。その歴史は古く、1970年度（昭和45年度）に今宿バイパスとして事業化されて以来都市計画の変更を重ねて現在の形になった。2 - 4車線の一般道路部が国道202号として、4車線の自動車専用道路が国道497号として整備される。
当該区間23.3 kmは下記のとおり自動車専用部と一般部によって構成されている。

#### 自動車専用部
- 起点: 福岡県福岡市西区拾六町（福重JCT）
- 終点: 福岡県糸島市二丈上深江（二丈IC（仮称））
- 延長: 17.5 km
- 規格: 第1種第3級（福重JCT - 周船寺IC）、第1種第2級（周船寺IC - 福岡県糸島市二丈上深江）
- 設計速度: 100 km/h (周船寺IC - 福岡県糸島市二丈上深江) 、80km/h(福重JCT - 周船寺IC)
- 標準道路幅員: 19.75 m - 23.5 m
- 車線幅員: 3.5 m
- 車線数: 4車線

自動車専用部は渋滞緩和や台風などの災害時の迂回路確保を目的として建設されたもので、福岡市西区拾六町から福岡市西区周船寺にかけての福岡前原道路II期区間（延長6.5  km）と、福岡市西区周船寺から糸島市東にかけての同I期・III期（延長8.0 km）、糸島市東から糸島市二丈上深江に至る区間（延長3.0 km）とに分類される。福岡前原道路は福岡県道路公社が福岡前原有料道路として管理しており2003年度までに4車線化が完成、周船寺IC付近 - 前原IC（前原TB）間は通常時は高速自動車国道と同様の最高速度100 km/h規制（大型貨物自動車、大型特殊自動車、三輪およびけん引の普通自動車は80 km/h規制）となっており、また最低速度も50 km/h規制となっている。一方、周船寺IC付近以東は80 km/h規制（福重JCT - 福岡西TB間の下り線だけは、福岡高速1号線の規制の流れを受けて60 km/h規制）、前原IC以西は60 km/h規制であり、最低速度規制は設定されていない。糸島市東（前原東IC／東交差点暫定出入口）で一般道路部と暫定取付となる。
糸島市東（東交差点暫定出入口） - 二丈IC（仮称）は事業中であり、最終的に自専部4車線で整備予定。
福岡高速1号線との接続により、天神 - 前原を従来より短時間で結ぶ事が出来るようになった。また、2011年2月には福岡高速5号線との渡り線も開通し、九州自動車道太宰府インターチェンジとの短絡ルートとなった。

#### 一般道路部（該当区間のみ）
- 起点: 福岡県糸島市二丈上深江
- 終点: 福岡県糸島市二丈福井
- 延長: 5.8 km
- 規格: 第3種第2級
- 設計速度: 60 km/h
- 標準道路幅員: 16.25 m
- 車線幅員: 3.25 m
- 車線数: 4車線

今宿道路の自専部は計画上、糸島市二丈上深江までの17.5 kmとなっており、そこから糸島市二丈福井までの5.8 kmは一般部のみとなる。当該区間は二丈浜玉道路と同規格にて整備済みの国道202号国土交通省管理区間（暫定2車線供用）であることから、これを改修しアクセスコントロールされた準自専道として完成4車線で供用する予定である。（詳細については今宿道路を参照）

### 二丈浜玉道路（当面活用区間）
福岡県糸島市二丈福井（深江ランプ） - 二丈鹿家IC間 約6 km
二丈浜玉道路は一般道路であり、西九州自動車道の指定区間になってはいないが当面活用区間という位置づけである。また西九州自動車道の一般部という扱いも受ける事がある。上記区間の自動車専用部は計画中であり詳細は未定。
かつては福岡県道路公社・佐賀県道路公社が管理する一般有料道路だったが、2013年（平成25年）4月1日0時をもって無料開放された。

### 唐津道路
福岡県糸島市と佐賀県唐津市を結ぶ自動車専用道路である。
開通当初から無料区間である。
- 起点: 福岡県糸島市二丈鹿家（二丈鹿家IC）
- 終点: 佐賀県唐津市原（唐津IC）
- 延長: 10.4 km
- 規格: 第1種第2級
- 設計速度: 100 km/h（暫定開通時の規制速度 60 km/h） ※浜玉IC以西の最高速度は70 km/h
- 道路幅員
  - 一般部: 暫定11.25m（完成 23.5 m）
  - 橋梁部: 暫定9.5 m（完成 22.0 m）
- 車線幅員: 3.5 m
- 車線数: 4車線（暫定2車線）

### 唐津伊万里道路
佐賀県唐津市から佐賀県伊万里市に至る自動車専用道路である。
開通当初から通行料は無料。
- 起点: 佐賀県唐津市原（唐津IC）
- 終点: 佐賀県伊万里市南波多町府招（伊万里東府招IC）
- 延長: 18.1 km
- 規格 : 第1種第3級
- 設計速度 : 80 km/h（暫定開通時の規制速度 70 km/h）
- 道路幅員
  - 一般部: 20.5 m
  - 橋梁部（長大橋）: 19.5 m
- 車線幅員: 3.5 m[37]
- 車線数: 4車線（暫定2車線）

南波多谷口ICから伊万里東府招ICの間は、2018年3月31日に供用された。

### 伊万里道路
佐賀県伊万里市で事業中の自動車専用道路である。
- 起点: 佐賀県伊万里市南波多町府招（伊万里東府招IC）
- 終点: 佐賀県伊万里市東山代町長浜（伊万里西IC）
- 延長: 6.6 km
- 規格: 第1種第3級
- 設計速度: 80 km/h
- 道路幅員
  - 一般部: 20.5 m
  - 橋梁部: 19.5 m
- 車線幅員: 3.5 m
- 車線数: 4車線

### 伊万里松浦道路
佐賀県伊万里市から長崎県松浦市に至る整備中の自動車専用道路である。開通当初から通行料は無料。
- 起点: 佐賀県伊万里市東山代町長浜（伊万里西IC）
- 終点: 長崎県松浦市志佐町（松浦IC）
- 延長: 17.2 km
- 規格: 第1種第3級
- 設計速度: 80 km/h
- 道路幅員: 12.0 m
- 車線幅員: 3.5 m
- 車線数: 2車線[39]

山代久原IC - 今福IC間は、2015年3月14日に、今福IC - 調川IC間が2017年11月5日に、調川IC - 松浦IC間が2018年12月15日にそれぞれ開通した。

### 松浦佐々道路
長崎県松浦市から長崎県北松浦郡佐々町に至る事業中の自動車専用道路である。
- 起点: 長崎県松浦市志佐町浦免（松浦IC）
- 終点: 長崎県北松浦郡佐々町沖田免（佐々IC）
- 延長: 19.1 km
- 規格: 第1種第3級
- 設計速度: 80 km/h
- 道路幅員: 12.0 m
- 車線幅員: 3.5 m
- 車線数: 2車線

松浦IC - 佐々IC間の19.1 kmについては長い間計画中とされ、全線約150 kmの中で最後まで未事業化区間として残っていた。2013年7月30日に都市計画決定が告示され、2014年度より新規事業化された。
ルート選定にあたっては、(1)平戸市方面からのアクセスを考慮し、西回りにやや迂回しながら松浦ICと佐々ICとを結ぶ道路を新設する案、(2)松浦ICと佐々ICとをほぼ直線に結ぶ道路を新設する案、(3)国道204号を改良する案の3案が検討され、高度医療機関へのアクセスや災害時の安定性、時間短縮効果、建設コスト等を総合的に勘案し、(1)案が採用された。完成2車線（幅員12 m）で、佐世保市内に2箇所のインターチェンジが設けられる予定となっている。
2014年（平成26年）9月21日に江迎町で中心杭打式を行った。
松浦IC - 平戸IC間の7.5 kmが2025年（令和7年）度に開通予定。

### 佐世保道路
長崎県佐世保市内を通る自動車専用道路で、NEXCO西日本が管理する全国路線網の一般有料道路である。
- 起点: 長崎県北松浦郡佐々町沖田免（佐々IC）
- 終点: 長崎県佐世保市大塔町（佐世保大塔IC）
- 延長: 16.9 km
- 規格: 第1種第3級
- 設計速度: 80 km/h（暫定2車線区間の規制速度は70 km/h）
- 車線幅員: 3.5 m
- 車線数: 計画4車線（暫定2車線）
- 佐々IC - 佐世保中央IC間が2025年3月23日に4車線化された。

2010年（平成22年）3月20日に全線開通。2010年時点では暫定2車線であるため、車線分離用にガイドポストを設置している。開通に先立ち3月12日夜から、佐世保大塔ICに新たに設置する本線料金所で料金を徴収する。これにより、佐世保みなとICの料金所は撤去された。
2025年3月23日以降、佐々IC - 佐世保中央IC間がNEXCO西日本に移管されることに伴い、非ETC車の料金は佐々IC - 佐世保大塔IC間の区間最大料金に変更される。

### 武雄佐世保道路
佐賀県武雄市と長崎県佐世保市を結ぶ自動車専用道路で、NEXCO西日本が管理する全国路線網の一般有料道路である。
- 起点: 佐賀県武雄市東川登町大字袴野（武雄南IC）
- 終点: 長崎県佐世保市大塔町（佐世保大塔IC）
- 延長: 22.1 km
- 規格: 第1種第3級
- 設計速度: 80 km/h（規制速度は70 km/h。ただし佐世保大塔IC - 佐世保三川内IC間にある4車線区間は除く）
- 道路幅員: 20.5 m
- 車線数: 4車線（暫定2車線）

2019年（令和元年）9月4日に、全区間が4車線化を優先整備するべき区間として指定された。

### 九州横断自動車道長崎大分線
武雄JCT - 武雄南IC間は西九州自動車道（国道497号）ではなく、九州横断自動車道長崎大分線（高速自動車国道、長崎自動車道）として整備された。
武雄南ICに武雄JCT方面の出入口が設置されていないため、この区間のみの利用はできない。

## 路線状況

### 車線・速度・料金
| 区間                                    | 車線 上下線=上り線+下り線   | 最高速度            | 設計速度 | 料金 | 備考 |
| --------------------------------------- | --------------------------- | ------------------- | -------- | ---- | ---- |
| 福重JCT - 周船寺IC                      | 4=2+2                       | 80 km/h             | 80 km/h  | 有料 |      |
| 周船寺IC - 前原東IC                     | 4=2+2                       | 100 km/h            | 100 km/h | 有料 | ※    |
| （前原東IC - 二丈鹿家IC間未開通）       |                             |                     |          |      |      |
| 二丈鹿家IC - 浜玉IC                     | 2=1+1(暫定2車線）           | 60 km/h             | 100 km/h | 無料 |      |
| 浜玉IC - 唐津IC                         | 2=1+1(暫定2車線）           | 70km/h              | 100 km/h | 無料 |      |
| 唐津IC - 伊万里東府沼IC                 | 2=1+1(暫定2車線）           | 70km/h              | 80 km/h  | 無料 |      |
| （伊万里東府沼IC - 山代久原IC間未開通） |                             |                     |          |      |      |
| 山代久原IC - 松浦IC                     | 2=1+1                       | 80 km/h             | 80 km/h  | 無料 |      |
| (松浦IC - 佐々IC間未開通)               |                             |                     |          |      |      |
| 佐々IC - 佐世保中央IC                   | 4=2+2                       | 80 km/h             | 80 km/h  | 有料 |      |
| 佐世保中央IC - 武雄JCT/IC               | 2=1+1(暫定2車線) 一部 4=2+2 | 70 km/h 一部80 km/h | 80 km/h  | 有料 |      |

※最低速度50km/h規制あり

### 道路管理者
- 福岡北九州高速道路公社
  - 福岡高速5号線（福岡高速環状線）
- 福岡県道路公社
  - 福岡前原有料道路
- 国土交通省九州地方整備局
  - 佐賀国道事務所（唐津道路・唐津伊万里道路全線）
- NEXCO西日本 九州支社
  - 佐賀高速道路事務所（佐世保道路・武雄佐世保道路全線）

### 主なトンネルと橋
- 弓張トンネル（相浦中里IC - 佐世保中央IC）：2,600 m
- 天神山トンネル（佐世保みなとIC - 佐世保大塔IC/TB）：945 m

### 交通量
24時間交通量（台） 道路交通センサス
| 区間                          | 平成17（2005）年度                        | 平成22（2010）年度                        | 平成27（2015）年度                        |
| ----------------------------- | ----------------------------------------- | ----------------------------------------- | ----------------------------------------- |
| 福重JCT - 拾六町IC            | 17,578                                    | 14,773                                    | 18,740                                    |
| 拾六町IC - 今宿IC             | 17,578                                    | 14,773                                    | 18,740                                    |
| 今宿IC - 周船寺IC             | 17,578                                    | 14,773                                    | 18,740                                    |
| 周船寺IC - 前原IC             | 17,578                                    | 14,610                                    | 19,447                                    |
| 前原IC - 東交差点             | 17,578                                    | 14,610                                    | 19,447                                    |
| 東交差点 - 二丈IC間           | 未開通                                    | 未開通                                    | 未開通                                    |
| 二丈IC - 二丈鹿家IC間         | 当面現道活用区間（国道202号二丈浜玉道路） | 当面現道活用区間（国道202号二丈浜玉道路） | 当面現道活用区間（国道202号二丈浜玉道路） |
| 二丈鹿家IC - 浜玉IC           | 調査当時未開通                            | 18,843                                    | 9,982                                     |
| 浜玉IC - 唐津IC               | 調査当時未開通                            | 8,056                                     | 10,857                                    |
| 唐津IC - 唐津千々賀山田IC     | 調査当時未開通                            | 調査当時未開通                            | 8,848                                     |
| 唐津千々賀山田IC - 北波多IC   | 調査当時未開通                            | 調査当時未開通                            | 9,523                                     |
| 北波多IC - 南波多谷口IC       | 調査当時未開通                            | 調査当時未開通                            | 8,308                                     |
| 南波多谷口IC - 伊万里東府招IC | 調査当時未開通                            | 調査当時未開通                            | 調査当時未開通                            |
| 伊万里東府招IC - 山代久原IC間 | 未開通                                    | 未開通                                    | 未開通                                    |
| 山代久原IC - 今福IC           | 調査当時未開通                            | 調査当時未開通                            | 5,135                                     |
| 今福IC - 調川IC               | 調査当時未開通                            | 調査当時未開通                            | 調査当時未開通                            |
| 調川IC - 松浦IC               | 調査当時未開通                            | 調査当時未開通                            | 調査当時未開通                            |
| 松浦IC - 佐々IC間             | 未開通                                    | 未開通                                    | 未開通                                    |
| 佐々IC - 相浦中里IC           | 調査当時未開通                            | 調査当時未開通                            | 19,716                                    |
| 相浦中里IC - 佐世保中央IC     | 調査当時未開通                            | 20,134                                    | 29,330                                    |
| 佐世保中央IC - 佐世保みなとIC | 調査当時未開通                            | 23,970                                    | 19,625                                    |
| 佐世保みなとIC - 佐世保大塔IC | 16,925                                    | 38,119                                    | 28,257                                    |
| 佐世保大塔IC - 佐世保三川内IC | 6,614                                     | 17,320                                    | 9,909                                     |
| 佐世保三川内IC - 波佐見有田IC | 6,580                                     | 14,189                                    | 9,018                                     |
| 波佐見有田IC - 武雄南IC       | 7,245                                     | 12,930                                    | 9,200                                     |
| 武雄南IC - 武雄JCT            | データなし                                | 9,918                                     | 8,714                                     |

（出典：「平成22年度道路交通センサス」・「平成27年度全国道路・街路交通情勢調査」（国土交通省ホームページ）より一部データを抜粋して作成）
- 平成22年度の調査期間中において佐世保中央IC - 武雄JCTでは、高速道路無料化社会実験が行われていた。

## 地理

### 通過する自治体
- 福岡県
  - 福岡市（南区[注釈 7] - 早良区[注釈 7] - 城南区[注釈 7] - 西区） - 糸島市
- 佐賀県
  - 唐津市 - 伊万里市
- 長崎県
  - 松浦市 - 佐世保市 - 北松浦郡佐々町 - 佐世保市 - 東彼杵郡波佐見町
- 佐賀県
  - 武雄市

### 接続する高速道路
- 福岡高速環状線（福重JCTで接続）
- E34 長崎自動車道（武雄JCTで接続）